# 에릭 섄토
에릭 리 섄토(영어: Eric Lee Shanteau, 1983년 10월 1일 ~ )는 세계 선수권에서 우승한 미국 릴레이 팀의 일원으로서 2개의 금메달을 획득한 수영 선수이며, 평영과 개인혼영을 주종목으로 활약하였다.

## 어린 시절
조지아주 스넬빌에서 태어난 섄토는 릴번의 파크뷰 고등학교에서 수학하여 완벽한 4.0 성적을 유지하는 동안 국내 수영 챔피언이 되었다.

## 대학 경력
오번 대학교에서 수학하면서 오번 타이거스 수영·다이빙 팀을 위하여 11회의 전국 챔피언이었다. 2003년 하계 유니버시아드에서 400m 개인혼영의 은메달을 딴 후, 2년 후에는 200m와 400m 개인혼영 둘다에서 금메달을 획득하면서 양종목을 휩쓴 첫 미국 선수가 되었다.

## 국제 경력
2004년 캘리포니아주 롱비치에서 열린 미국 올림픽 선발 시합에서 200m와 400m 개인혼영의 3위를 하여 양종목에 나가는 데 기회를 놓쳤다. 또한 200m 평영에서는 11위를 하였다.

### 암의 진단과 2008년 올림픽
2008년 7월 3일 섄토는 미국 올림픽 선발 시합에서 200m 평영 2위를 하여 베이징 올림픽에 나가는 데 보증을 받았다. 1주 전에 그는 고환암에 걸린 것이 알려졌으나, 그럼에 불구하고 대회에 출전하는 데 선택하였다. 베이징 올림픽에서 200m 평영에 나갔으며, 1초의 13과 100분의 1(0.13초)에 의하여 결승전들을 놓침에 불구하고 개인 전력을 세웠다. 귀국 후, 그는 암의 고환을 제거하는 수술을 받았다.

### 2009년
2009년 국내 선수권과 인디애나폴리스에서 열린 세계 선수권 선발 시합에서 섄토는 100m 평영에서 59.45초와 함께 마크 갱글로프에 밀려 2위를 하였다. 200m 개인혼영에서는 1분 56.00초와 함께 라이언 록티에 밀려 2위를 하면서 그 종목에서 자신을 3번째로 빠른 선수로 만들었다. 그는 200m 평영 결승전을 2분 08.01초로 우승하여 대회의 예선들에서 세운 자신의 국내 기록을 깼다.
로마에서 열린 세계 선수권에 나가 3개의 종목에 출전하는 데 합격한 섄토는 200m 평영 2위(2분 07.65초), 200m 개인혼영 3위(1분 55.36초)와 100m 평영 4위(58.98초)를 하였다. 그는 또한 400m 혼계영에서 에런 피어솔, 마이클 펠프스, 데이비드 월터스와 팀을 이루어 3분 27.28초의 세계 신기록과 함께 우승하였다.

### 2012년 올림픽
네브래스카주 오마하에서 열린 2012년 미국 올림픽 선발 시합에서 섄토는 100m 평영 2위를 하여 미국 올림픽 팀에 이루어냈다. 런던 올림픽에서 그는 100m 평영의 두번째 준결승전에서 4위를 하여 결승전에 진출하지 않았다. 400m 혼계영의 예선들에서 우승하는 미국 팀을 위하여 평영 주자로 헤엄치면서 금메달을 획득하였다.

## 같이 보기
- 올림픽 수영 남자 메달리스트 목록
- 수영 세계 기록 목록
- 수영 혼계영 400m 세계 기록 추이